# Offensive Vistule-Oder
Seconde Guerre mondiale
Batailles
Front de l’Est

Prémices :
- Campagne de Pologne
- Guerre d'Hiver

Guerre germano-soviétique :
- 1941 : l'invasion de l'URSS

- Opération Barbarossa

Front nord : 
- Guerre de Continuation
- Opération Silberfuchs
- Siège de Léningrad

Front central : 
- 2e bataille de Brest-Litovsk
- Bataille de Białystok–Minsk
- 1re bataille de Smolensk
- Bataille de Kiev

Front sud : 
- Siège d'Odessa
- Campagne de Crimée

- 1941-1942 : la contre-offensive soviétique

Front nord : 
- Poche de Demiansk
- Poche de Kholm

Front central : 
- Bataille de Moscou

Front sud : 
- Seconde bataille de Kharkov

- 1942-1943 : de Fall Blau à la 3e bataille de Kharkov

Front nord : 
- Offensive de Siniavino
- Opération Iskra
- Bataille de Krasny Bor
- Opération Poliarnaïa Zvezda

Front central : 
- Opération Mars

Front sud : 
- Bataille du Caucase (opération Fall Blau)
- Bataille de Stalingrad
- Opération Uranus
- Opération Saturne
- Offensive d'Ostrogojsk-Rossoch
- Offensive de Voronej-Kastornoe
- Opération Gallop
- Opération Étoile
- Troisième bataille de Kharkov

- 1943-1944 : libération de l'Ukraine et de la Biélorussie

Front central : 
- 2e bataille de Smolensk
- Opération Bagration

Front sud : 
- Bataille de Koursk
- Bataille du Dniepr
- Offensive Dniepr-Carpates
- Offensive de Crimée
- Offensive de Lvov-Sandomir

- 1944-1945 : campagnes d'Europe centrale et d'Allemagne

Allemagne : 
- Offensive Vistule-Oder
- Offensive de Poméranie orientale
- Siège de Breslau
- Offensive de Prusse-Orientale
- Bataille de Königsberg
- Bataille de Seelow
- Bataille de Bautzen
- Bataille de Berlin
- Capitulation allemande

Front nord et Finlande : 
- Guerre de Laponie
- Offensive Leningrad-Novgorod
- Bataille de Narva

Europe orientale : 
- Opération Margarethe
- Insurrection de Varsovie
- Soulèvement national slovaque
- Opération Panzerfaust
- Bataille de Budapest
- Opération Frühlingserwachen
- Offensive de Vienne
- Insurrection de Prague
- Offensive de Prague
- Bataille de Slivice

Front d’Europe de l’Ouest

Campagnes d'Afrique, du Moyen-Orient et de Méditerranée

Bataille de l’Atlantique

Guerre du Pacifique

Guerre sino-japonaise

Théâtre américain
L'offensive Vistule-Oder est une opération de l'Armée rouge sur le front de l'Est. Elle se déroule du 12 janvier au 2 février 1945. Cette offensive permet aux forces soviétiques partant des rives de la Vistule d'atteindre l'Oder, la Neisse et de s'approcher à 70 km de Berlin.
Elle combine deux offensives. La première au sud du dispositif est lancée le 12 janvier 1945 à partir des têtes de pont sur le cours supérieur de la Vistule par les troupes du Premier front ukrainien sous le commandement d'Ivan Koniev. Elle vise la Silésie, Breslau et la Neisse. Elle permettra notamment la libération du camp de concentration d'Auschwitz. La seconde au nord du dispositif démarre le 14 janvier 1945, elle est menée par les troupes du Premier front biélorusse sous le commandement de Gueorgui Joukov, à partir des têtes de pont autour de Varsovie. Elle se développe en direction de Berlin et du cours inférieur de l'Oder.
Elle est suivie et accompagnée au nord par l'offensive de Prusse-Orientale et au sud par l'offensive des Carpathes occidentales.

## Forces en présence
Le déséquilibre entre les forces allemandes et les troupes soviétiques est important. Les Soviétiques alignent 15 fois plus de chars et de canons (soit 7 000), 12 fois plus d'avions (environ 5 000), et cinq fois plus de soldats que les Allemands, qui n'ont que 500 000 soldats en ligne sur ce front.
Les troupes allemandes sont composées, pour ce secteur du front, d'unités comportant les derniers affectés spéciaux, les membres du Volkssturm, amalgamés avec les rescapés des batailles précédentes ; certaines de ces unités, sommairement formées, sont distraites de leur tache militaire par l'aide qu'elles apportent aux réfugiés des régions de l'est. De plus, de nombreuses unités en cours de formation ou de reconstitution doivent tenir ce front, face à des armées soviétiques homogènes et aguerries.

### Ordre de bataille
Armée rouge
- 1er front de Biélorussie (maréchal Gueorgui Joukov)
  - 47e armée
  - 1re armée polonaise (général Stanislav Poplavsky)
  - 3e armée de choc
  - 61e armée
  - 1re armée de chars de la Garde
  - 2e armée de chars de la Garde
  - 5e armée de Choc (tête de pont de Magnuszew)
  - 8e armée de la Garde (tête de pont de Magnuszew, général Vassili Tchouïkov)
  - 69e armée (en) (tête de pont de Puławy)
  - 33e armée (tête de pont de Puławy)
- Premier front ukrainien (maréchal Ivan Koniev)
  - 21e armée
  - 6e armée
  - 3e armée de la Garde
  - 13e armée
  - 4e armée de chars
  - 3e armée de chars de la Garde
  - 52e armée
  - 5e armée de la Garde
  - 59e armée
  - 60e armée

Wehrmacht
- Groupe d'armées A (colonel-général Josef Harpe jusqu'au 20 janvier ; puis Ferdinand Schörner)
  - 9e armée (général Smilo Freiherr von Lüttwitz jusqu'au 20 janvier ; puis le général Theodor Busse)
    - LVI Panzerkorps (général Johannes Block)
    - XXXXVI Panzerkorps (général Walter Fries)
    - VII Armeekorps (général Walter Hartmann)

  - 4e Panzer Armee (général Fritz-Hubert Gräser)
    - LXII Armeekorps (général Hermann Recknagel)
    - XXIV Panzerkorps (général Walther Nehring)
    - XXXXVIII. Panzerkorps (général Maximilian Reichsfreiherr von Edelsheim)

  - 17e armée (général Friedrich Schulz)
    - LIX Armeekorps
    - XI Armeekorps (général Rudolf von Bünau)
    - XI SS Armeekorps

### Opérations dedéceptionmenées par l'Armée rouge
La concentration des unités soviétiques en vue de cette offensive est impossible à masquer aux observateurs allemands. Ainsi, Guderian, Gehlen et les responsables militaires du front sont informés des positions soviétiques. Les responsables soviétiques se fixent donc comme objectif, lors de la phase de préparation opérationnelle, de masquer l'ampleur des concentrations ainsi que les véritables objectifs de l'offensive à venir.
Les mouvements de troupes sont soigneusement dissimulés, les unités montantes s'installent selon le dispositif exact des unités qu'elles relèvent, et qui sont destinées à être déployées sur d'autres secteurs du front. De plus, le long de certains axes, afin de leurrer les Allemands sur la véritable nature des objectifs soviétiques une activité factice est organisée : des agents soviétiques se font passer pour des déserteurs et confirment le sérieux de ces activités, de faux trafics radios sont organisés, des faux états-majors, de fausses unités, dotées de chars en bois, de fausses positions d'artillerie sont établis de façon visible, les reconnaissances sont doublées : pour une reconnaissance en force sur un axe de pénétration possible, une autre est lancée sur un autre axe. Ces mesures aboutissent à persuader les Allemands que la Silésie constitue le principal objectif des préparatifs soviétiques.
Les Soviétiques parviennent non seulement à masquer l'ampleur de leur concentration, les services de Gehlen sous-estimant de façon systématique la masse des concentrations soviétiques, mais aussi à cacher la nature du choc prévu. Jusqu'au début du mois de janvier, les services de renseignement allemands bien que conscients de l'importance des concentrations soviétiques de part et d'autre de Varsovie sont cependant totalement incapables de prévoir la direction, la nature de la manœuvre soviétique et les moyens déployés par l'Armée rouge pour cette opération. La localisation précise de fortes unités soviétiques est totalement ignorée des services allemands de renseignement militaire.

## Le Front de l'Est à la fin de l'année 1944

### Résistance allemande
Après les succès du début de l'été 1944 sur le front centre, la progression soviétique dans ce secteur marque le pas dès la fin juillet, ralentie par la défaite qu'infligent Guderian et Model devant Varsovie. Le reste de l'année a donc été employé, dans ce secteur, par les Soviétiques, à pallier leurs difficultés de ravitaillement, et à attendre l'écrasement par la SS du soulèvement de Varsovie, déclenché le 1er août 1944.
De plus, durant l'automne 1944, les troupes allemandes offrent une résistance inattendue à l'Armée rouge, refoulant une offensive en Vieille Prusse, reprenant même des villes prussiennes. Ces villes ont été le lieu de déprédations soviétiques : 26 civils ont été massacrés avec des raffinements de cruauté. Fouettés par la publicité qui en est faite par les services de Goebbels, les soldats de l'Ostheer, la Wehrmacht engagée sur le front de l'Est, opposent une résistance de plus en plus affirmée à la pénétration soviétique sur le territoire du Reich.

### Front de l'Est et front de l'Ouest
Malgré cela, la préparation de l'offensive des Ardennes distrait du front de l'Est, à partir du mois de novembre, l'ensemble des unités d'élite qui y sont engagées. Au cours des semaines précédant le déclenchement de l'offensive, Guderian, commandant de l'OKH, se plaint de la dispersion des commandements, et demande instamment à Hitler de lui fournir des renforts, sur la foi des rapports reçus par les services de Gehlen, responsable du renseignement militaire (ces rapports sont jugés le 9 janvier totalement fantaisistes par Hitler). À la fin du mois de décembre 1944, Guderian obtient le renfort de quelques divisions blindées, envoyées en Hongrie, pour permettre de contrôler les derniers champs de pétrole encore à la disposition du Reich.
Durant les derniers jours de décembre 1944, les Alliés occidentaux, malmenés par l'offensive allemande dans les Ardennes, demandent aux Soviétiques, comme le fait Churchill une dernière fois le 6 janvier 1945, de lancer une offensive en Pologne pour soulager les défenses alliées.

## Une préparation minutieuse
Cette grande offensive, destinée dans un premier temps à finir la guerre en 45 jours, est préparée avec le plus grand soin à partir de l'automne 1944 par les planificateurs militaires soviétiques, assistés des commandants de fronts : cette préparation est destinée à permettre la conquête de la plaine s'étendant de la Vistule à l'Oder, puis de conquérir Berlin dans le même élan.

### Choix stratégiques soviétiques
Lors de la phase de préparation, plusieurs choix s'offrent aux stratèges soviétiques : le franchissement de la Vistule sur le long du fleuve de part et d'autre de Varsovie ou des attaques de rupture à partir des têtes de pont conquises à l'été et à l'automne précédent en amont et en aval de la ville.
Les deux objectifs fixés sont Częstochowa et Breslau, Wrocław en polonais, situés très en arrière du front ; cependant, la conquête de Breslau et de la Silésie et de son bassin industriel, alors située très en arrière du front, constitue alors un objectif important aux yeux de Staline, le contrôle du bassin industriel de Silésie assurant à la Pologne, solidement arrimée à l'Union soviétique, des moyens pour sa viabilité économique.
Une fois la rupture obtenue, les unités blindées doivent avancer à marche forcée en direction de Łódź, puis au-delà, de Posen, Poznań en polonais, où doit s'opérer la jonction entre les deux fronts engagés dans l'opération.
Toutes les options sont analysées par les stratèges soviétiques lors de Kriegsspiel durant lesquels l'opération est nommée Varsovie-Posen. Rapidement écarté, le franchissement de la Vistule possède l'inconvénient de laisser aux Allemands le temps d'appeler des renforts pour contenir les poussées soviétiques, mais réunit les conditions d'une attaque surprise ; la seconde solution offerte à Joukov et à son état-major est certes prévisible, mais permet de ne lancer qu'une offensive au lieu de deux.

### Un renseignement militaire soviétique efficace
Les Kriegsspiele organisés par les commandants de front sont d'autant plus efficaces qu'ils s'appuient sur une parfaite connaissance du terrain à conquérir, essentielle pour le succès du type d'opération que Joukov se propose de mettre en place : les unités blindées ne doivent pas être arrêtées longtemps afin de remplir leur objectif opérationnel, la constitution de têtes de pont sur l'Oder, à moins de 100 km de Berlin. Ainsi, les 3 500 missions de reconnaissance aériennes des 6 mois précédant le déclenchement des opérations, la multiplication d'agents infiltrés dans les profondeurs du dispositif allemand, jusque dans la banlieue de Berlin, la capture de prisonniers, donnent aux commandants soviétiques une parfaite connaissance de ce dispositif, jusqu'à 40 km en arrière de la ligne de front et de ses points faibles, notamment les jonctions entre les différentes unités.
À cette observation systématique, rendue possible par l'importance des effectifs affectés à cette tâche, s'ajoutent les écoutes et la coordination des informations d'un bout à l'autre du front de l'Est ; ainsi, à chaque échelon de commandement, des unités de renseignement sont déployées, permettant une remontée rapide des informations aux échelons supérieurs : ces agents de renseignement parviennent à connaître ainsi, non seulement les positions, mais aussi le rythme de vie des soldats composant les unités allemandes positionnées devant elles. Joukov est ainsi avisé, le 31 décembre 1944, du transfert, la veille, de fortes unités blindées SS vers la Hongrie.

### La mobilité et ses moyens
Une fois la manœuvre choisie, la poussée depuis les têtes de pont, les concentrations de troupes sont faites de façon à congestionner les têtes de pont soviétiques sur la rive occidentale du fleuve, tout en se révélant le moins possible.
Les armées chargées de la percée reçoivent des moyens de transport massifs : ainsi, Joukov obtient pour le premier front de Biélorussie 68 000 véhicules de transport ; Koniev, pour le premier front d'Ukraine, reçoit 64 000 camions.
En outre, tout est facilité pour permettre une avance profonde et rapide : constitution d'ateliers mobiles de réparation pour les moyens blindés, dotations de moyens techniques pour les besoins de chaque corps blindé. Cette utilisation plus souple des ateliers de réparation se révèle payante, puisque 8 000 chars d'assaut soviétiques sont réparés en janvier 1945 en Pologne.
Enfin, le réseau ferré polonais est adapté au matériel soviétique : l'écartement des rails est mis aux standards soviétiques, ce qui simplifie l'acheminement vers le front des 113 millions de litres de carburant nécessaires au succès de l'opération

## Opérations

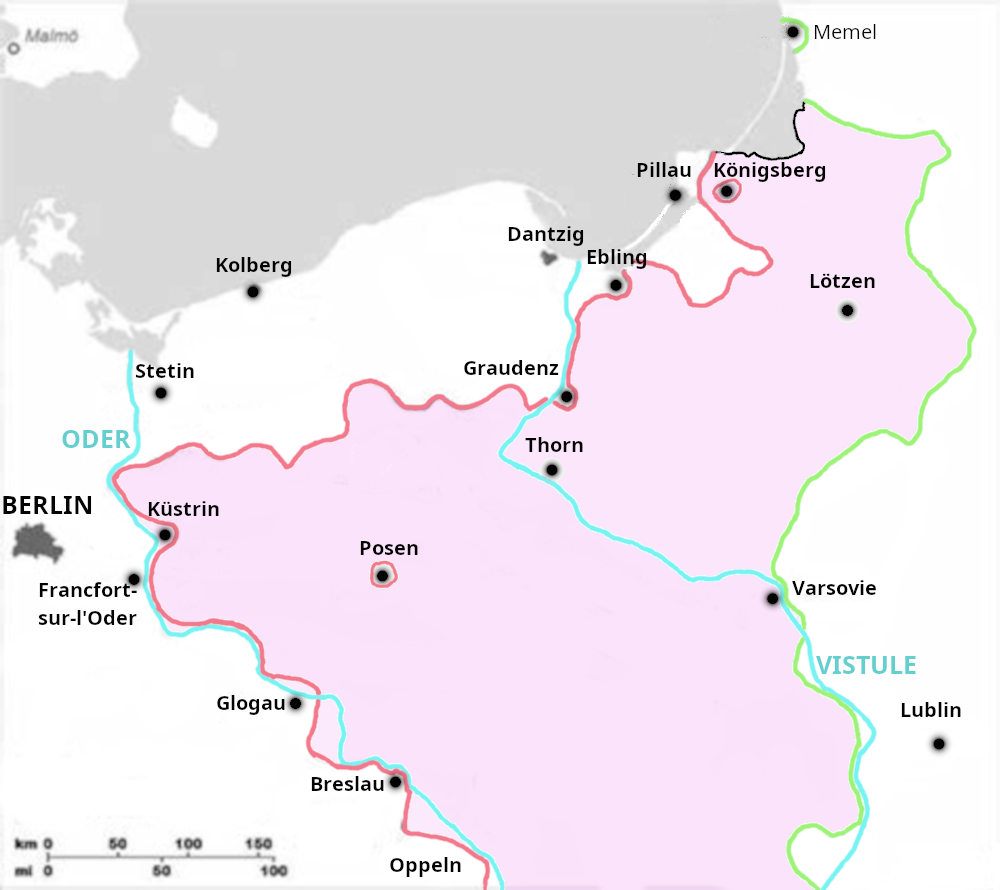
Offensive Vistule-Oder - En rose, progression de l'armée soviétique entre le 12/01/1945 et le 02/02/1945

Le 10 janvier, alors que Staline et ses proches conseillers pressent Joukov et Koniev de lancer leurs offensives respectives, ces derniers rappellent à leurs chefs de corps les principes de la manœuvre qui doit débuter le surlendemain : la rupture obtenue, les unités mécanisées doivent foncer en avant le plus loin possible, sans se préoccuper ni de leur flancs ni de possibles points de fixation.

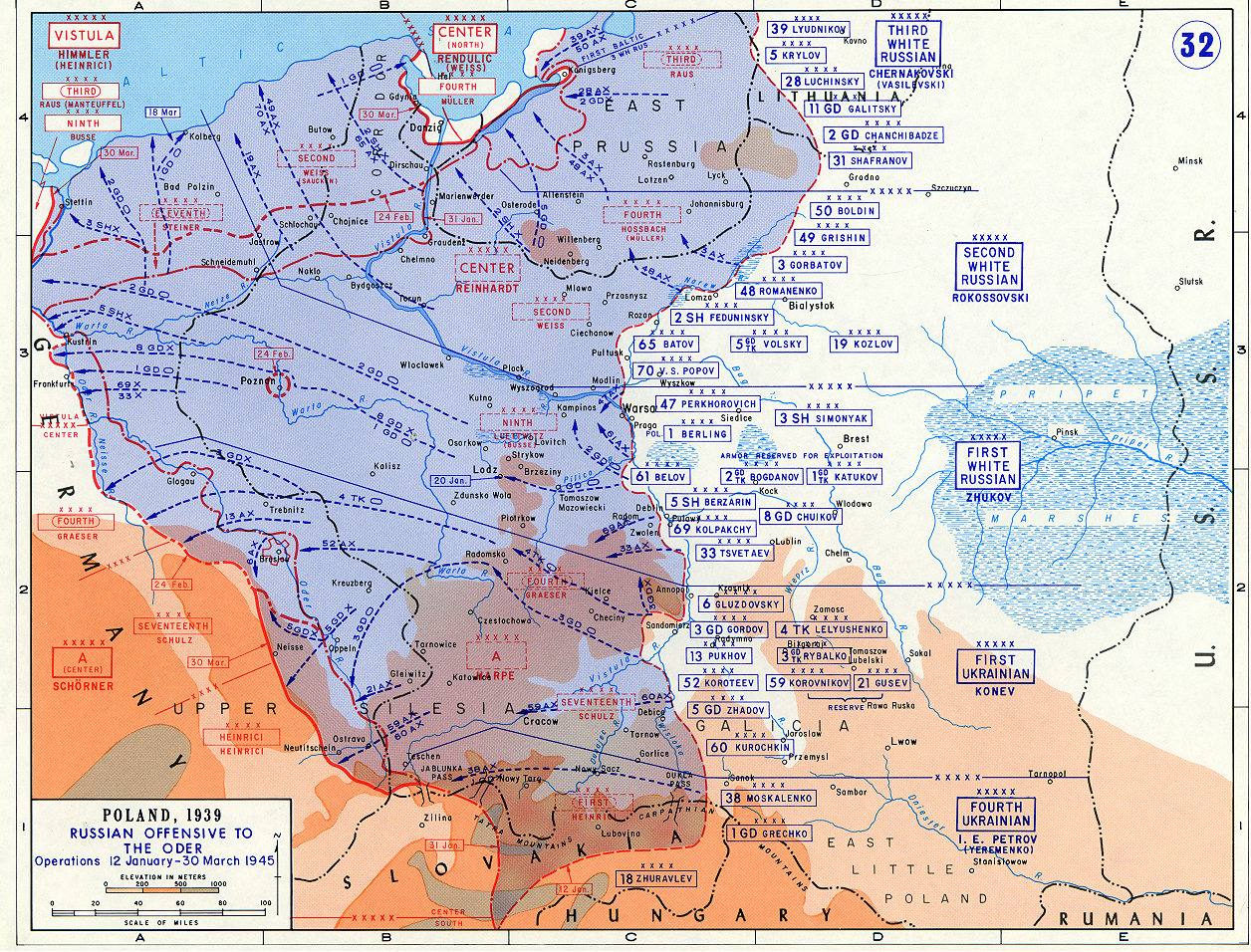
Carte générale des opérations sur le front de l'Est début 1945

Lancée le 12 janvier 1945 durant les premières heures de la journée, l'offensive, coordonnée depuis Moscou par Staline en personne,, prend fin le 31 janvier suivant. Les percées soviétiques aboutissent à la conquête de plusieurs petites têtes de pont sur l'Oder, de part et d'autre de Francfort, maintenues dans des conditions précaires en dépit de multiples contre-attaques allemandes.

### Une forte préparation d'artillerie
L'offensive débute le 12 janvier à cinq heures du matin, par un tir de barrage de 7 000 canons de campagne soviétiques, tir très efficace puisqu'il détruit pratiquement la moitié de la 4e Panzer Armee ; cependant, elle ne constitue nullement une surprise pour les Allemands, des hommes de troupe aux officiers généraux, informés de l'imminence de l'attaque soviétique par l'utilisation de méthodes soviétiques de préparation d'une attaque de grande ampleur : musique diffusée par haut-parleurs, observation aérienne du dispositif défensif.
La gigantesque préparation d'artillerie s'opère en deux temps pour la partie de l'offensive confiée à Koniev. À cinq heures du matin, une première vague de tir de 27 minutes en feu roulant aboutit à envoyer sur les lignes allemandes et leurs arrières immédiats près de 350 tonnes d'explosifs, faisant exploser les blockhaus de la défense, les dépôts de munitions les plus près du front, ruinant les tranchées et les routes ; puis à 9 heures trente minutes, la seconde vague de tirs, beaucoup plus longue (1 h 47) ruine totalement le dispositif allemand, le rendant aveugle et muet. Durant cette seconde préparation, des couloirs de 150 mètres de large, passés totalement inaperçus des soldats allemands, sont ménagés, afin de permettre l'avancée simultanée des unités de choc.

### Les percées
À l'issue de cette première préparation massive, écrasant littéralement les défenses allemandes, sont lancées sur les positions allemandes des reconnaissances renforcées, menées par des groupes mixtes infanterie-blindés. Les premières lignes allemandes sont ainsi conquises dès la première journée, notamment en raison de la simultanéité de la préparation d'artillerie et de manœuvres d'infanterie durant la deuxième période de préparation d'artillerie.
Puis, plusieurs vagues d'assaut soviétiques sortent des têtes de pont établies sur la Vistule, dans la région de Sandomir, prennent d'assaut les tranchées allemandes, les chars soviétiques éperonnent les canons allemands, brisant l'artillerie de campagne. Rapidement, ces avancées soviétiques rompent le front allemand en Pologne, tenu par le Groupe d'armées A, par une percée d'une profondeur de 20 km sur une largeur de 40 km, tandis que plus de 30 kilomètres sont parcourus par des chars soviétiques que rien ne parvient à stopper, dès la première journée.
À la suite de la première percée, l'artillerie allemande est balayée par une phase de 2 heures de feu de l'artillerie soviétique, réduisant les capacités de la 4e armée blindée à presque rien. Dans le même temps, des couloirs sont épargnés afin de permettre l'infiltration massive d'unités soviétiques complètes sans que les défenseurs allemands ne s'en rendent compte.
Dès le 13, certaines unités placées en réserve opérationnelles sont neutralisées par les pointes soviétiques. Après 2 jours de résistance, l'ensemble des troupes allemandes reculent, abandonnant des milliers de prisonniers, et une quantité importante de matériel lourd.
Dès le 14, Joukov lance ses unités à partir des têtes de pont situés au sud de Varsovie. Comme Koniev au sud, il prévoit une préparation d'artillerie massive en deux temps. La première préparation effectuée, Joukov renonce à la seconde, censée être plus massive, mais profitant de la désorientation des soldats allemands, les unités soviétiques avancent, faisant donner par téléphone massivement l'artillerie sur chaque môle de résistance.

### L'exploitation des percées soviétiques
La percée définitivement obtenue le treize dans le secteur de Koniev, le commandement soviétique lance l'exploitation, empêchant la concentration des unités allemandes sur la seconde ligne de front. En effet, deux armées blindées soviétiques se lancent à l'assaut de ce qui reste de la Pologne allemande dès le 13 janvier à partir de la percée opérée par les troupes de Koniev.
Les unités placées sous la responsabilité de Joukov se meuvent en priorité en direction de Łódź et Poznań. Dès le 17 janvier, Varsovie, déjà encerclée aux trois quarts dès la veille et en cours d'évacuation depuis quelques jours, est prise par les Soviétiques. Le 18, la ville de Lodz est investie, puis prise le lendemain, sans combat, la garnison allemande ayant fui dans la nuit.
Quelques jours plus tard, le 19 janvier, les unités allemandes ne sont plus en mesure de s'opposer à la progression des unités de Joukov, de plus en plus rapides, obligeant ce dernier à motoriser au maximum ses unités. La Warthe est atteinte le 18, franchie le 19, en dépit de l'envoi de renforts allemands, composés en partie de bataillons du Volkssturm, rapidement débordés et éliminés. Posen, déclarée forteresse par Hitler mais abandonnée par son Gauleiter (après accord de Hitler), est encerclée par les Soviétiques à partir du 22 janvier et assiégée.
Pendant 15 jours, les troupes soviétiques progressent de 50 kilomètres par jour. Elles s'arrêtent sur le cours moyen de l’Oder, stoppées par le brusque dégel de la fin janvier, par des difficultés de ravitaillement et par le souhait du commandement soviétique de marquer une pause, à la fois pour contrôler des flancs nord et sud, jugés vulnérables, et pour reprendre le contrôle sur des troupes que l'entrée en Allemagne rend indisciplinées. Elles contrôlent des têtes de pont sur la rive gauche du fleuve, en Silésie en aval de Breslau.

### L'Oder en vue puis franchi[51]
Le 31 janvier, un coup de main d'un régiment de fusiliers soviétiques aboutit à la constitution de la première tête de pont à l'ouest de l'Oder, prenant par surprise la petite ville de Kienitz à l'aube, devant des Allemands éberlués. Cette tête de pont, modeste, est rapidement renforcée par des moyens en artillerie, et doit rapidement affronter de fortes contre-attaques allemandes, montées avec tous les moyens disponibles.
Autour de Küstrin, un peu au sud de Kienitz, les opérations de franchissement se font avec plus ou moins de bonheur : échec à Küstrin, succès à Göritz ; au terme de ces opérations, cinq têtes de pont à l'existence précaire sont établies à l'ouest de l'Oder. À la fin de la première semaine de février, Les unités soviétiques engagées à proximité de Berlin ont réussi à créer huit petites têtes de pont ; cependant, si elles demeurent solides, ces têtes de pont, soutenues depuis la rive droite du fleuve, sont l'objectif d'une bataille âpre et décousue, faite de multiples attaques et contre-attaques de faible envergure.
Une fois le fleuve menacé puis franchi, les responsables du Reich tentent de mener la défense de l'Oder. Cette défense est menée de manière symbolique et de manière militaire.
De façon symbolique, les unités cantonnées sur le front de l'Oder reçoivent de nombreuses visites des responsables du Reich : Goebbels, Ley, Ribbentrop se succèdent à Francfort à partir du 13 février, puis, le 13 mars, Hitler lui-même se rend sur le front de l'Oder.
Les unités reçoivent aussi tous les matériels disponibles pour limiter les têtes de pont soviétiques : 400 batteries de Flak sont ainsi déployées sur le front de l'Oder sur ordre d'Hitler ; les unités blindées sont renforcées également de façon significative au cours du mois de février avec du matériel neuf tout juste mis en service après sa livraison depuis les usines de Berlin, tandis que de vastes unités sont cantonnées à proximité des têtes de pont soviétiques.

### Le ralentissement puis l'arrêt de l'offensive
Le 25 janvier, jour de l'investissement de Poznań, de nombreux échanges téléphoniques se déroulent entre Staline et ses officiers généraux sur la suite de l'offensive soviétique : Staline, devenu prudent en matière de conduite stratégique du conflit, ordonne l'arrêt de l'avancée soviétique une fois l'Oder atteinte ; Joukov établit cependant, dans un premier temps contre l'avis de Staline, deux têtes de pont autour de Francfort-sur-l'Oder. Au milieu du mois de février, le projet d'une conquête rapide de Berlin est abandonné, notamment en raison de la défense acharnée de la Silésie par les unités allemandes commandées par Schörner.
De plus, à partir de la fin janvier, la logistique soviétique se montre débordée, incapable d'approvisionner une armée s'étant enfoncée plus de 500 kilomètres à l'avant de ses positions de départ, dans un pays désorganisé, ou encore partiellement occupé (certaines villes encerclées, à la fois agglomération et carrefour ferroviaire et routier). De plus, la Luftwaffe, en mitraillant les colonnes de ravitaillement soviétiques, rend encore plus problématique l'accomplissement des missions assignées aux logisticiens de l'Armée rouge.
De même, le raidissement allemand, notamment les concentrations opérées par la Luftwaffe au cours du mois de janvier, participe à l'arrêt de l'offensive soviétique : frappée de plein fouet par les ponctions de l'été précédent, handicapée par le manque de carburant, écartelée entre ses trop nombreuses missions, la Luftwaffe aligne 750 appareils, chasseurs, bombardiers, avions de reconnaissance et de transport, en Pologne et en Prusse orientale. Équipée d'appareils modernes, la Luftwaffe est cependant rapidement tenue en échec par la chasse soviétique, causant la perte de nombreux pilotes expérimentés. Mais la Luftwaffe, et plus spécialement les pilotes expérimentés de chasseurs bombardiers, prélève un lourd tribut aux unités soviétiques, tant en moyens de combats (blindés, canons), qu'en moyens logistiques. De plus, l'ensemble des moyens militaires du Reich, soit plus de 150 unités, souvent incomplètes, est alors concentré sur le front de l'Oder.
Ainsi, ces unités et les matériels rassemblés sur l'Oder permettent la multiplication de très nombreuses attaques allemandes, parfois conduites dans des conditions dramatiques, souvent menées de façon désordonnée contre les têtes de pont soviétiques de l'ouest du fleuve ; si ces attaques parviennent cependant à tenir en échec les tentatives soviétiques de donner à leurs poches une profondeur significative, elles échouent cependant à maintenir les têtes de pont soviétiques isolées les unes des autres.
De plus, depuis la pénétration soviétique dans l'Altreich, les commandants soviétiques sont peu ou pas du tout renseignés sur la valeur réelle des unités qu'ils sont susceptibles d'affronter ; tributaires de renseignements partiels fournis par leurs alliés occidentaux et des écoutes magnétiques, les Soviétiques ont tendance à surestimer les capacités allemandes : par exemple, les écoutes ayant révélé le déploiement de 3e armée Panzer à Stettin, le commandement soviétique ne peut savoir qu'il s'agit en réalité de l'arrivée dans cette ville de son état-major et de quelques petites unités de soutien.
Ensuite, la mise en défense des agglomérations, déclarées villes forteresses par Hitler, dans son ordre du 8 août 1944, aboutit non seulement à compliquer la tâche des unités responsables de la logistique, mais aussi à obliger les stratèges soviétiques à immobiliser des unités pour la prise de ces agglomérations. Ces agglomérations, souvent desservies par des gares importantes, constituent des nœuds de communication ferroviaires et routiers importants : les quatre principaux sièges des villes allemandes de Posen, Głogów, Breslau et Grudziądz, durant l'hiver et du printemps 1945 retardent la logistique soviétique, obligeant à la mise en place d'itinéraires ferroviaires compliqués. Toutes balayées entre janvier et mars 1945 (à l'exception de Breslau, qui se rend le 6 mai), la création de ces places fortes, puis leur résistance, a cependant contribué à ralentir l'avancée soviétique et les attaques de l'Armée rouge à l'ouest de l'Oder simplement en raison du caractère de carrefour ferroviaire de ces villes.
Puis s'ajoute le facteur climatique : dans la nuit du 29 janvier, un redoux climatique entraîne un brusque dégel de la Vistule et de l'Oder, compliquant la tâche de la logistique déjà surmenée, obligeant les commandants à utiliser le chemin de fer, dans des conditions précaires et moyennant des itinéraires compliqués, certaines villes étant encore sous contrôle allemand. Dans ces conditions, un approvisionnement difficile permet certes la défense et le lent élargissement des positions conquises à l'ouest de l'Oder, mais en aucun cas, une offensive de grand style contre Berlin.
Enfin, le comportement des soldats, encouragés par la propagande de guerre, contribue aussi à l'arrêt de l'offensive. En effet, à partir du mois de juillet 1944, la propagande soviétique appelle les soldats de l'Armée rouge à venger les exactions allemandes en URSS : à tous les échelons de commandement, on multiplie les visites de centres d'exactions allemandes, de plus, près de 40 % des combattants soviétiques ont perdu un membre de leur famille du fait des exactions allemandes. Ainsi, une fois la frontière du Reich atteinte, les officiers soviétiques rencontrent énormément de difficultés à maintenir la discipline, certains se font même tuer par leurs subordonnés, ivres ou non ; des soldats plus ou moins débandés pillent systématiquement les villages et villes rencontrés, à la grande fureur de leurs officiers.

## Bilan et conséquences
L'opération Vistule-Oder est un succès majeur pour l'Armée rouge qui réussit à faire progresser plus de 2 millions d'hommes et 300 000 véhicules de la Vistule jusqu'à 80 km de Berlin, devenue dès lors un objectif à moyen terme pour le commandement soviétique, de même que Breslau, qui subira un siège jusqu'au 6 mai .
L'Armée rouge met à nouveau quasiment hors de combat le groupe Centre de la Wehrmacht, six mois après l'opération Bagration et à un coût quatre fois moindre. La bataille pour le contrôle des provinces orientales du Reich commence alors, cette bataille ayant des conséquences démographiques importantes, notamment avec l'évacuation en catastrophe des populations allemandes de l'est de l'Oder, ainsi qu'un impact sur le génocide juif, avec l’évacuation des camps de Pologne vers l'intérieur du Reich. Ces déplacements de population, dans un contexte d'invasion du territoire allemand, créent sur les routes de l'est du Reich un chaos indescriptible, selon les notes des nombreux témoins.

### Un succès quasi certain
L'opération Vistule-Oder est quasiment certaine d'être couronnée de succès du fait de la supériorité numérique et matérielle écrasante de l'Armée rouge. Mais d'autres facteurs expliquent l'ampleur de la victoire soviétique. Tout d'abord, Hitler fait transférer des unités d'élite (unités blindées SS) de la Vistule vers la Hongrie, sans avertir Guderian. S'il n'avait pas effectué une telle manœuvre, il est très probable que l'avancée de l'Armée rouge en Hongrie puis en Autriche eût été plus rapide. Ensuite, l'échec majeur du renseignement allemand : Gelhen estime que les Soviétiques chercheront avant tout à augmenter la taille de leur tête de pont sur la Vistule par une attaque en pince, alors que celle-ci se révèle suffisante. De plus, il sous-estime largement la taille de l'armée adverse : de 40 % pour l'infanterie, de 60 % pour les chars. Ensuite, l'absence de réserve opérative en moyens blindés ; la Wehrmacht dispose de moyens insuffisants pour maintenir à la fois une réserve tactique et une réserve blindée d'un niveau stratégique opérationnel ; Hitler décide donc de sacrifier cette dernière. Dès lors, toute percée soviétique laisse les arrières extrêmement vulnérables. Enfin, les généraux soviétiques ont prouvé lors de cette opération qu'ils maîtrisaient l'art de la bataille en profondeur, la coopération interarmes et la manœuvre. L'attaque frontale a relativement peu été pratiquée par rapport aux précédentes opérations.
En outre, les choix opératifs soviétiques visent à la désarticulation et à la fragmentation du front adverse : les unités laissées en arrière sont ainsi réduites par les troupes de la seconde ou de la troisième vague ; ce choix de progression rapide en ligne droite vise à frapper lourdement la profondeur du dispositif militaire adverse et à rendre inutilisables les dépôts militaires, les gares, les aérodromes, les routes, les centres de communication.
De plus, ayant tiré les conclusions des problèmes rencontrés lors des progressions de grande ampleur de l'été 1944, le commandement soviétique maîtrise de mieux en mieux les problèmes posés par l'entretien de grandes unités mécanisées : durant l'automne, des directives ont ainsi été données afin de disposer de bases mobiles pour la maintenance ; situées à peu de distance du front, ces équipes sont spécialisées en mécanique ou en radio et opèrent dans le cadre d'un commandement unifié.

### Les soldats et le front
Du point de vue militaire, la Wehrmacht est pratiquement acculée : Berlin n’est plus qu’à une heure de route du front, à seulement 80 km des avant-postes soviétiques. La capitale du Reich est directement menacée par les têtes de pont établies sur l’Oder, atteint le 31 janvier, à Küstrin et Francfort.
Dans ces circonstances, l’armée allemande se disloque : pour tenter d'y mettre un frein, des compagnies de gendarmes et de SS sont déployées le long des routes pour ratisser les colonnes de réfugiés, repérer les soldats déserteurs et les renvoyer au front. Ce cordon sanitaire, constitué de commandos motorisés, est conçu pour limiter les rapports entre le front et l’arrière, mais les désertions se multiplient et, par voie de conséquence, les pendaisons de soldats allemands déserteurs également.
Une fois entrés en territoire allemand, les troupes soviétiques abandonnent toute discipline, provoquant la désorganisation d’unités entières de l’Armée rouge, la perte de la capacité opérationnelle de larges unités (en raison de l’ampleur des pillages et des viols). Entre le 20 janvier et le mois de mars, les officiers commandant les troupes soviétiques stationnées sur l'Oder doivent procéder à une reprise en main qui ne donnera ses effets qu’à la fin mars. De plus, les livraisons irrégulières de vivres poussent les soldats à piller.
À partir de la fin janvier, les flancs nord et sud du front soviétique, en province de Poméranie, en province de Prusse-Orientale et en province de Silésie, deviennent les deux préoccupations principales du commandement de l’Armée rouge, et la réduction de ces flancs au nord et au sud entraîne des combats acharnés, en attaque comme en défense, au cours des mois de février et mars suivants.

### Les responsables allemands face au déroulement de l'offensive
Face aux succès remportés par les Soviétiques, chaque camp réagit différemment.
Les commandants allemands doivent affronter les colères de Hitler et de ses proches. En effet, le flou dans lequel se trouve l'OKH entre le 15 et 17 janvier autour de la situation de Varsovie entraîne le limogeage de Harpe (considéré comme inutile), la réaffirmation de l'hégémonie de Hitler sur les opérations militaires et une méfiance accrue entre ce dernier et les officiers de l'OKH.
Il est ainsi avéré que les succès soviétiques sont également facilités par l'attitude des officiers généraux allemands, qui, à la même période, font l'objet de mutations incompréhensibles ; les remplaçants sont choisis en grande partie en raison d'affinités géographiques ou politiques avec Hitler : Rendulic est d'origine autrichienne, Schörner est un nazi fanatique. De plus, certains, comme le général Hossbach, accélèrent la débâcle, en abandonnant sans combattre les positions dont ils ont la responsabilité. D'autres tentent d'amorcer une négociation avec Hitler, perdant un temps précieux dans des palabres sans fin. Ce dernier refuse, à ce moment du conflit, tout recul à l'est et, mal informé par Burgdorf, oppose un veto absolu à toute esquisse de retraite, que les généraux exécutent sous la pression des événements.
En effet, Harpe, limogé, est remplacé au pied levé par Schörner, alors au commandement du groupe d'armées Courlande ; dans le même temps, Guderian doit se justifier deux jours durant devant la Gestapo et la SS, tandis que trois de ses proches collaborateurs, des officiers d'état-major compétents, sont arrêtés, mutés au front ou envoyé dans un camp de concentration.
Ces changements de personnels fournissent également à Hitler l'occasion de modifier la nomenclature des unités engagées face aux Soviétiques : le groupe d'armées A est renommé groupe d'armées Centre, tandis que le groupe d'armées Centre devient le groupe d'armées Nord.
Dès l'annonce des premiers franchissements de l'Oder, le Gauleiter de Berlin, Joseph Goebbels, organise la mise en défense de la rive occidentale du fleuve, se rapprochant de Speer, afin de pouvoir équiper en urgence les unités encore en cours de formation, d'en former de nouvelles en amalgamant des membres du Volkssturm avec des élèves officiers des écoles militaires de la banlieue berlinoise. Ces unités sont renforcées par des moyens blindés directement affectés à la sortie de l'usine.

### Le sort des civils
Quatre millions et demi de civils allemands, habitants de la Vieille Prusse, des zones de Silésie, de Poméranie et de Posnanie directement menacées par la poussée soviétique, connaissent non seulement les affres de l'exode, mais aussi la désagrégation de la société dans laquelle ils évoluent. Ils sont affolés par les proclamations de la presse nazie, victimes à la fois des déprédations de soldats de la Wehrmacht en déroute et de la brutalité des troupes soviétiques.
Les populations livrées à elles-mêmes tentent de fuir vers l'ouest ; la société édifiée par les nazis s'écroule sous la poussée soviétique, chacun essayant de se sauver, parfois au détriment de ses compatriotes. De plus, le maillage territorial des régions touchées s'écroule d'un jour à l'autre : les villes et les villages sont abandonnés en pleine journée, le bétail égorgé, la propagande de guerre allemande ayant été très explicite sur le sort des populations civiles si elles tombaient sous le contrôle des troupes soviétiques.
Les gauleiters mis en place par l'administration du Parti nazi (Erich Koch, Arthur Greiser, par exemple) comme les militants des organisations nazies désertent et s'enfuient ; ainsi, les militants locaux du DAF de la ville de Keinitz s'enfuient en désordre lorsque les Soviétiques s'emparent de la ville à l'aube du 31 janvier 1945. Cependant, certains, tel Albert Forster, ont tenté de prendre des mesures de sauvegarde.
Les récits des rescapés sont abondamment rapportés avec de très nombreux détails par la presse nazie, rendant compte du sort de civils, hommes et femmes, de Prusse orientale, de Silésie, de Poméranie. L'attitude des soldats soviétiques est le fruit à la fois de la propagande soviétique de l'été précédent et aussi de consignes ambiguës données aux soldats des unités engagées sur le front. Les rapports à la disposition des Allemands, largement exposés dans la presse nazie, dont Goebbels rend compte dans son journal, et des Alliés occidentaux se font l'écho de l'attitude incontrôlée et incontrôlable des troupes de l'Armée rouge : viols systématiques de toutes les femmes allemandes de 15 à 70 ans, lors de la conquête de chaque agglomération, pillages des villes et villages, meurtres de nombreux hommes et adolescents.
Le torpillage du paquebot Wilhem Gustloff le 30 janvier 1945 fut une tragédie. Ce navire était chargé de civils (5 000 réfugiés). Ce furent 950 réfugiés, soldats et marins qui survécurent.

### Les déportés
Les civils allemands ne sont pas les seuls à endurer les conséquences du succès de l'offensive soviétique : les camps de Pologne non encore évacués font l'objet de consignes de Pohl, qui reprennent en réalité les consignes édictées par Himmler pour l'évacuation du camp de Stutthof, près de Dantzig, à l'automne précédent, qui insistent sur la double nécessité à la fois d'évacuer le camp, mais aussi de ne pas laisser sur place, après l'évacuation du camp, un seul détenu en bonne santé. Dans ces consignes, confirmées dans la première quinzaine de janvier, Himmler se fait la courroie de transmission des ordres de Hitler, rendant les chefs des camps personnellement responsables du non-respect des consignes, c'est-à-dire de faire en sorte qu'aucun détenu ne soit libéré vivant par les troupes de l'Armée rouge.
Ainsi, après bien des ordres suivis de contrordres, prescrivant des délais pour la réalisation de l'opération, l’évacuation du camp d'Auschwitz, directement menacé par l'avancée soviétique, est décidée le 19 janvier 1945, avec des ordres stricts donnés aux gardiens des prisonniers ; cette marche, cependant planifiée dès le 15-16 janvier dans les camps satellites d'Auschwitz, est diversement préparée dans Auschwitz même : l'ordre d'évacuation prend certains déportés totalement au dépourvu dans un camp plongé dans le chaos depuis le début de l'offensive. Le chemin vers l'ouest des déportés des camps de Pologne est jalonné de fosses communes dans lesquelles ont été jetés les corps des déportés incapables d'aller plus loin et donc fusillés (il est d'ailleurs impossible, aujourd'hui encore de fournir le chiffre précis des victimes de ces fusillades) parfois devant les habitants des villages polonais des régions traversées : des fosses communes, découvertes par les Soviétiques, et des amas de cadavres jalonnent les itinéraires des déportés en retraite vers le Reich. Les camps satellites sont aussi concernés par cette évacuation, mais celle-ci est faite sans préparation et débute, selon les camps entre le 17 et le 20 janvier. Dans le chaos de la dernière décade de janvier, les détenus laissés à l'arrière sont systématiquement traqués et exterminés par les unités allemandes de la SS, de la Wehrmacht, des autres organisations nazies, qui sillonnent les régions envahies par l'Armée rouge. Cependant, la rapidité de l'avance russe dans les provinces orientales du Reich crée un climat favorable à la survie des détenus, dont un certain nombre s'évadent et vivent cachés, éventuellement accueillis par des civils polonais ou tchèques en attendant l'arrivée de soldats soviétiques. Certains camps secondaires, peuplés par quelques dizaines de détenus, tombent aussi sous le contrôle soviétique à la fin du mois de janvier 1945, à la faveur de coups de main de l'Armée rouge sur certaines bourgades de l'Oder.
L'évacuation des déportés en janvier 1945 renforce le chaos qui règne sur les routes des provinces orientales : soldats allemands, membres des appareils administratifs, policiers, civils et déportés encombrent des routes enneigées, le plus souvent à portée de l'artillerie soviétique : dans ce contexte, les déportés sont considérés le plus souvent comme des poids morts, peu ou pas du tout ravitaillés, soumis à des marches et des contremarches parfois contradictoires.